# Tajemnice Joan
Tajemnice Joan (ang. Red Joan) – brytyjski film dramatyczny z 2018 roku w reżyserii Trevora Nunna, wyprodukowany przez wytwórnię Lionsgate. Główne role w filmie zagrali Judi Dench, Sophie Cookson i Tom Hughes.
Premiera filmu odbyła się 7 września 2018 podczas 43. Międzynarodowego Festiwalu Filmowego w Toronto. Siedem miesięcy później, 19 kwietnia 2019, obraz trafił do kin na terenie Wielkiej Brytanii. W Polsce premiera filmu odbyła się 14 czerwca 2019.

## Fabuła
Oddana matka i babcia Joan Elizabeth Stanley (Judi Dench) wiedzie spokojne życie na przedmieściach Londynu. Pewnego dnia agenci Służby Bezpieczeństwa aresztują starszą panią pod zarzutem szpiegostwa na rzecz Rosjan. Przesłuchiwana w siedzibie MI5 emerytka przenosi się myślami do lat trzydziestych XX wieku. Młoda i nieśmiała Joan (Sophie Cookson) podczas studiów na Uniwersytecie Cambridge daje się uwieść Rosjaninowi Leo Galichowi (Tom Hughes). Pod jego wpływem angażuje się w działalność studenckiej organizacji komunistycznej.

## Obsada
- Judi Dench jako Joan Elizabeth Stanley
- Sophie Cookson jako młoda Joan Elizabeth Stanley
- Tom Hughes jako Leo Galich
- Tereza Srbova jako Sonya
- Stephen Campbell Moore jako Max
- Ben Miles jako Nick
- Laurence Spellman jako Patrick Adams
- Stephen Boxer jako Peter Kierl
- Freddie Gaminara jako William Mitchell
- Kevin Fuller jako detektyw Philips

## Odbiór

### Krytyka
Film Tajemnice Joan spotkał się z mieszaną reakcją krytyków. W serwisie Rotten Tomatoes 31% ze stu trzydziestu jeden recenzji filmu jest pozytywne (średnia ocen wyniosła 4,96 na 10). Na portalu Metacritic średnia ocen z 22 recenzji wyniosła 45 punktów na 100.